# Avengers (gruppo musicale)
Gli Avengers sono stati un gruppo proto-punk/hardcore punk formatosi a Los Angeles nel 1977 e scioltosi nel 1979.

## Storia
Gli Avengers si formarono a Los Angeles e furono anche gli esponenti principali della scena punk di San Francisco nella prima metà del 1977. Si sciolsero il 22 giugno 1979 dopo un'intensa attività live, durante la quale fecero quasi duecento concerti, accanto a gruppi come i Nuns, i Crime e i Negative Trend.
Non hanno mai pubblicato un disco, eccezion fatta per le raccolte posteriori allo scioglimento del gruppo, ma solo una decina di singoli.
Possono essere considerati tra i pionieri del genere hardcore punk, infatti le loro canzoni appaiono ancora molto attuali sia per la musica che per il testo.

Apertamente atei e apolitici furono molto influenzati dai gruppi dell'epoca, in primis dai Sex Pistols, accanto al loro ritmo forsennato, nei loro testi si possono trovare i richiami al nichilismo, all'anarchia, alla ribellione e agli ideali del movimento punk; celebre il passaggio di una loro canzone, We Are The One: 
Altre canzoni famose sono The American in Me, Uh Oh!, Corpus Christi, e White Nigger.

## Componenti
- Penelope Houston - voce
- Greg Ingraham - chitarra
- James Wisley - basso
- D. Furious - batteria
- Brad Kent - chitarra (suona unicamente nella canzone Corpus Christi)

## Discografia

### Album
- 1983 - Avengers
- 1999 - Died for Your Sins
- 2004 - The American in Me

### EP
- 1977 - We Are the One
- 1979 - Avengers